# Hugo Goodair de Lacerda Castelo Branco
Hugo Goodair de Lacerda Castelo Branco foi um administrador colonial português.

## Biografia
Filho unigénito de Francisco Maria de Figueiredo de Lacerda Castelo Branco, filho do 1.º Barão de Beduído, e de sua mulher (Lisboa, Santa Maria dos Olivais, 17 de Junho de 1826) Amelia Goodair (Lisbon, Santa Maria dos Olivais - ?), inglesa.
Exerceu por duas vezes o cargo de Governador no antigo território português subordinado a Macau de Timor-Leste, a primeira como 51.º entre 1873 e 1876 e a segunda como 53.º entre 1878 e 1880, tendo sido antecedido no primeiro mandato por João Clímaco de Carvalho e sucedido por Joaquim António da Silva Ferrão e no segundo mandato antecedido por Joaquim António da Silva Ferrão e sucedido por Augusto César Cardoso de Carvalho.
Casou com Maria Guilhermina Salomé de Carvalho.